# Expeditions: Conquistador
Expeditions: Conquistador est un jeu vidéo de type tactical RPG développé par Logic Artists et édité par BitComposer, sorti en 2013 sur Windows, Mac, Linux et Windows Phone. Il se situe à l'époque des Grandes découvertes.
Il a pour suite Expeditions: Viking.

## Accueil
- Destructoid : 8,5/10[1]